# Équipe du Rwanda masculine de handball
Dernière mise à jour : 26 janvier 2024.
L'équipe du Rwanda masculine de handball est la sélection nationale représentant le Rwanda dans les compétitions internationales masculines de handball.

## Historique
Le Rwanda était annoncé en octobre 2021 comme participant au Championnat d'Afrique des nations masculin de handball 2022 mais ne dispute finalement pas la compétition.
La sélection rwandaise joue finalement sa première CAN en 2024, sous la houlette du sélectionneur espagnol Rafael Guijosa et menée par le capitaine Jean-Paul Muhawenayo,. Les Rwandais terminent leur première campagne continentale à la 14e place.